# MarkLogic
MarkLogic ist eine NoSQL dokumentenorientierte Datenbank.
MarkLogic kann JSON- und XML-Dokumente sowie Dokumente des Resource Description Framework speichern und verwalten. Dokumente können durchsucht werden, wobei auch semantische Beziehungen berücksichtigt werden können.
Die Datenbankarchitektur ist verteilt und skalierbar. Die ACID-Eigenschaften sind sichergestellt. MarkLogic beinhaltet Hochverfügbarkeit und Disaster Recovery. Des Weiteren basiert das Sicherheitsmodell auf Common Criteria Evaluation and Validation Scheme. Version 9 wird um eine einfachere Datenintegration und sicherer Verschlüsselung erweitert.
MarkLogic ist für Microsoft Windows, mac OS X, Red Hat Enterprise Linux, SUSE Linux Enterprise Server, Solaris und Amazon Web Services verfügbar. Die Developer-Version ist kostenlos; zudem gibt es eine Essential Enterprise-Version, für die Lizenzen erworben werden können. Es gibt Anbindung an Microsoft Azure.